# Karin Wilhelm
Karin Wilhelm (* 25. Februar 1947 in Zeven) ist eine deutsch-österreichische Kunst- und Architekturhistorikerin.

## Leben und Werk
Karin Wilhelm studierte Kunstgeschichte, Soziologie und Philosophie in Heidelberg, München, Berlin und Marburg an der Lahn. 1971 schloss sie ihr Studium mit dem Magister Artium an der Universität München bei Norbert Huse in München ab. Danach erhielt sie ein Promotionsstipendium an der Freien Universität Berlin bei Tilmann Buddensieg. 1981 erfolgte die Promotion zum Dr. phil. an der Universität Marburg bei Heinrich Klotz. Die Arbeit „Walter Gropius. Industriearchitekt“ wurde als erste Veröffentlichung des Deutschen Architekturmuseums in Frankfurt am Main (DAM) publiziert.
Ins Zentrum ihrer wissenschaftlichen Arbeit rückte fortan die Beschäftigung mit der Architektur des 19. und 20. Jahrhunderts, die sie vor dem Hintergrund der Ästhetik und der Kulturtheorie der Moderne in Ausstellungen und Aufsätzen behandelt hat. Seit den 1970er Jahren wirkte sie an mehreren Ausstellungsprojekten mit, u. a. in Berlin, London/Architectural Association, Moderna Museet Stockholm und seit 2001 in Braunschweig und Düsseldorf und hielt zahlreiche Fachvorträge.
1991 folgte sie dem Ruf als Ordinaria an der Technischen Universität Graz, Fachbereich Architektur, und wurde die erste Professorin an der TU Graz, wo sie bis 2001 lehrte. In den Jahren 2000/2001 war sie Dekanin der Fakultät für Architektur an der TU Graz. In jenen Jahren nahm sie Gastprofessuren u. a. an der Universität Bonn wahr. 2001 wechselte sie als Professorin für Geschichte und Theorie der Architektur und Stadt an die TU Braunschweig, wo sie bis 2011 am Fachbereich Architektur lehrte.
Zu ihren Forschungsschwerpunkten gehören die Geschichte der Urbanistik als Kulturtheorie im 19. und 20. Jahrhundert, die Mentalitätsgeschichte der BRD am Beispiel der Architektur und des Städtebaus nach 1945 sowie Aspekte zur Geschichte und Theorie der Moderne (Bauhaus, Nachkriegsarchitektur und -städtebau). Einzeluntersuchungen zu diesen Themenkomplexen liegen in vielen Aufsatzbänden vor. Ihre Untersuchungen flossen zwischen 2008 und 2012 in das Forschungsprojekt „Edgar Salin und das Israelprojekt der List-Gesellschaft: Städtebau(theorie) und Raumplanung der 1950er und 1960er Jahre als `Nation Building`“ ein, das im Rahmen des Förderprogramms der Deutschen Forschungsgemeinschaft (DFG) zusammen mit Joachim Trezib durchgeführt wurde.
Ihre wissenschaftlichen Leistungen wurden 2003 in einem Personenporträt in der Ausstellung: wo ist minerva? – Wegbeschreibungen erfolgreicher Frauen. Ausstellung des Niedersächsischen Ministeriums für Wissenschaft und Kultur, gewürdigt.

## Wissenschaftliche Funktionen
- 1994–99 Wissenschaftlicher Beirat Stiftung Bauhaus Dessau
- 1995–99 Vorstandsmitglied im Haus der Architektur Graz
- 1998–2001 Vizepräsidentin des Internationalen Städteforum Graz
- 2001–2003 Mitglied im Wissenschaftlichen Beirat des Deutschen Architektur Museum Frankfurt a. M.
- 1999–2011 Mitglied im Redaktionsbeirat „Der Architekt“ (BDA)
- 2008–2015 Vorsitzende des Wissenschaftlichen Beirates der Berlinischen Galerie, Berlin
- Kuratoriumsmitglied „Internationale Bauausstellung Stadtumbau Sachsen-Anhalt 2010“ und Berufung in die Braunschweigische Wissenschaftliche Gesellschaft (BWG)
- Mitglied der Gesellschaft für Geistesgeschichte, Potsdam
- 2011 Berufung in die Braunschweigische Wissenschaftliche Gesellschaft
- Seit 2015 (wieder) Mitglied Deutscher Werkbund Berlin

## Publikationen und Herausgeberschaften
- Walter Gropius – Industriearchitekt, Wiesbaden/Braunschweig 1983, Vieweg-Verlag, ISBN 3-528-08690-4
- Portrait Frei Otto. Architekten heute, Berlin 1985, Quadriga-Verlag, ISBN 3-88679-119-X
- mit Moshe Barasch, Walter Grab, Julius Posener (Hrsg.): Utopie heute? Ende eines menschheitsgeschichtlichen Topos, Vorträge und Diskussionen. Wien 1993, Passagen-Verlag, ISBN 3-85165-053-0
- (Hrsg.): Kunst als Revolte? – Von der Fähigkeit der Künste, Nein zu sagen, Gießen 1996,  Anabas Verlag, ISBN 3-87038-280-5
- mit Gregor Langenbrinck (Hrsg.): City-Lights. Zentren. Peripherien. Regionen. Interdisziplinäre Positionen für eine urbane Kultur. Wien 2001, Böhlau Verlag, ISBN 3-205-99392-6
- Idea and Form, Häuser von/Houses of Szyszkowitz/Kowalski, Berlin/Basel/New York 2003, Birkhäuser Verlag, ISBN 3-7643-6927-2
- mit Detlef Jessen-Klingenberg (Hrsg.): Formationen der Stadt. Camillo Sitte weitergelesen. Bauwelt-Fundamente 132, Basel/Gütersloh/Berlin 2006, Birkhäuser-Verlag, ISBN 3-7643-7152-8
- u. a. (Hrsg.): Gesetz und Freiheit. Der Architekt Friedrich Wilhelm Kraemer 1907–1990. Berlin 2007, Jovis-Verlag, ISBN 978-3-939633-17-4
- mit Kerstin Gust (Hrsg.): Neue Städte für einen neuen Staat. Die städtebauliche Erfindung des modernen Israel und der Wiederaufbau in der BRD. Eine Annäherung. Bielefeld 2013, Transcript-Verlag, ISBN 978-3-8376-2204-1

### Aufsätze 2012 bis 2017
- Die Bedeutung der Großstadt Wien für den Städtebau um 1900. In: H. Bodenschatz / C. Kress (Hg.), Kult und Krise des großen Plans im Städtebau, Petersberg 2017, S. 81–88, ISBN 978-3-86568-861-3
- Wege zum Wissen. Kleine Betrachtung des Raumkonzeptes Friedrich Wilhelm Kraemers für die Bibliotheca Augusta, in: U. Knufinke / N.H.Funke (Hg.), Achtung Modern. Architektur zwischen 1960 und 1980, Petersberg 2017, S. 45–51, ISBN 978-3-73190-344-4
- Vom Wohnen und anderen Aktivitäten. Städtebau und Architektur aus zwei Jahrzehnten in Niedersachsen, in: Lavesstiftung (Hg.), Aufbruch. Architektur in Niedersachsen 1960 bis 1980, Berlin 2017, 17 - 25, ISBN 978-3-86859-471-3
- Alltags(s) – Wissen. Der Traum vom guten Leben, in: ARCH+ Zeitschrift für Architektur und Urbanismus, projekt bauhaus,pb heft 2, Architekturen der Globalisierung, 2017, S. 76–88, ISBN 978-3-93143-544-8
- „Das Auge wandert mit“. Die Architektin Ingeborg Kuhler, in: Frau_Architekt. Frauen im Architekturberuf, Tübingen 2017, S. 221–225, ISBN 978-3-8030-0829-9
- „They help to weave the veil“: Edgar Salin and the Israel Economic an Sociological Research Project, in: Eliezer Ben-Rafael, Julius H. Schoeps, Yitzhak Sternberg, Olaf Glöckner (Eds.) Handbook of Israel: Major Debates (2 Volumes, Vol. 2), Berlin/Boston 2016, ISBN 978-3-11-035163-7
- Anmerkungen zur Rekonstruktion eines (Schein)Konflikts: Die proletarische Bauausstellung und die Deutsche Bauausstellung in Berlin 1931, in: J. Fezer / Ch. Hiller / A. Nehmer / P. Oswalt, Kollektiv für sozialistisches Bauen. Proletarische Bauausstellung. Wohnungsfrage, Leipzig 2015, S. 11–23, ISBN 978-3-95905-047-0
- Bürogebäude in Düsseldorf und Westberlin um 1960. Die Hauptverwaltungen von Mannesmann und Telefunken, in: A.Lepik / R.Heß, Paul Schneider-Esleben Architekt, Ostfildern 2015, S. 46–49, ISBN 978-3-7757-3998-6
- „Anmerkungen zur Rekonstruktion eines (Schein)Konflikts. Die Proletarische Bauausstellung und die Deutsche Bauausstellung in Berlin 1931,“ (Remarks on the Reconstruction of a (Pseudo-) Conflict. The Proletarian Building Exhibition and the German Building Exhibition in Berlin, 1931) in: J. Fezer, Chr. Hiller, A. Nehmer, Ph. Oswalt, Kollektiv für sozialistisches Bauen. Proletarische Bauausstellung – Wohnungsfrage, Haus der Kulturen der Welt, Berlin 2015, ISBN 978-3-95905-047-0
- Denken auf der Kippe: Notizen zur Kritischen Theorie der Frankfurter Schule, in: „Tausendundeinetheorie“, Arch+ Zeitschrift für Architektur und Städtebau, Winter 2015, ISBN 978-3-931435-31-8
- (Ein-) Blicke in ein altes/neues Land: Erika Spiegels Studie `Neue Städte für einen neuen Staat/New Towns in Israel´, in: Margit Bonacker/Johann Jessen, Stadtraum und Stadtgesellschaft-Erika Spiegel zum Neunzigsten, Vierteljahreszeitschrift für Stadtgeschichte, Stadtsoziologie, Denkmalpflege und Stadtentwicklung, 42. Jg., 4/2015
- Berlin um 1900 – Wohin?. Schlaglichter auf die Gründungsgeschichte des Berliner BDA, in: BD Landesverband Berlin (Hrsg.), Wechselhafte Zeiten – fünf Ansichten aus 100 Jahren BDA Berlin, Berlin 2015, ISBN 978-3-00-049704-9
- „Who´s perfect? Über die Sprache der Architektur“, in: Ilka Becker/Heike Klippel, Raus aus seinen Kleidern. Essays zum Werk von Corinna Schnitt (Hrsg.), Frankfurt a. M./Basel 2014, ISBN 978-3-86109-198-1
- „Abschied von gestern“. Das Bundeskanzleramt und die Spur des Bundes, in: Arch+ Zeitschrift für Architektur und Städtebau, Nr. 217, Herbst 2014, ISBN 978-3-931435-29-5
- Die Lehren Sarajevos oder Annäherungen an die Symbolik des Städtemordens, in: Wissenschaft als Leidenschaft. Gedenkschrift für Elisabeth Katschnig-Fasch. Johannes Moser, Gerlinde Malli u. a., Hrsg., München 2013 (Sonderheft Kuckuck, Notizen zu Alltagskultur), ISBN 978-3-8316-4242-7
- ZEITGEIST. Architektur-Denken im Umfeld des Protestes – ein Rückblick, in: Elina Knorpp, Christopher Oesterreich, Querschnitte – Kunst, Design, Architektur im Blick, Berlin 2013, ISBN 978-3-89479-840-6
- „Mut zur Selbsterziehung“ – Das Braunschweiger Hochschulforum von Friedrich Wilhelm Kraemer ein Raumprogramm in Zeiten der Reeducation, in: Olaf Gisbertz (Hrsg.), Nachkriegsmoderne kontrovers. Positionen der Gegenwart, Berlin 2012, ISBN 978-3-86859-122-4